# Järvafältet

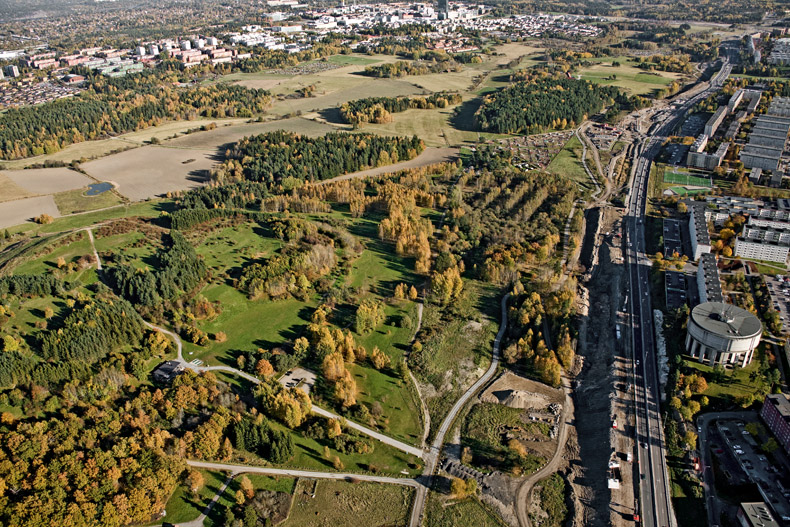
Östra delen av Järvafältet med E18 och Tensta vattentorn till höger. I bakgrunden syns bland annat Kista.

Järvafältet är ett större grönområde som reserverades som militärt övningsfält mellan 1905 och 1970. Det har fått namn av Järvagårdarna i Solna. Området, som från 1960-talet och framåt till stor del bebyggts, sträcker sig genom Solna, Sundbybergs, Stockholms, Sollentuna och Järfälla kommuner. Fältet motsvarar Igelbäckens bördiga dalgång som under bronsåldern var en del av en havsvik som sträckte sig från Östersjön via Edsviken fram till Säbysjön. Det finns flera naturreservat i området.

## Bebyggelse

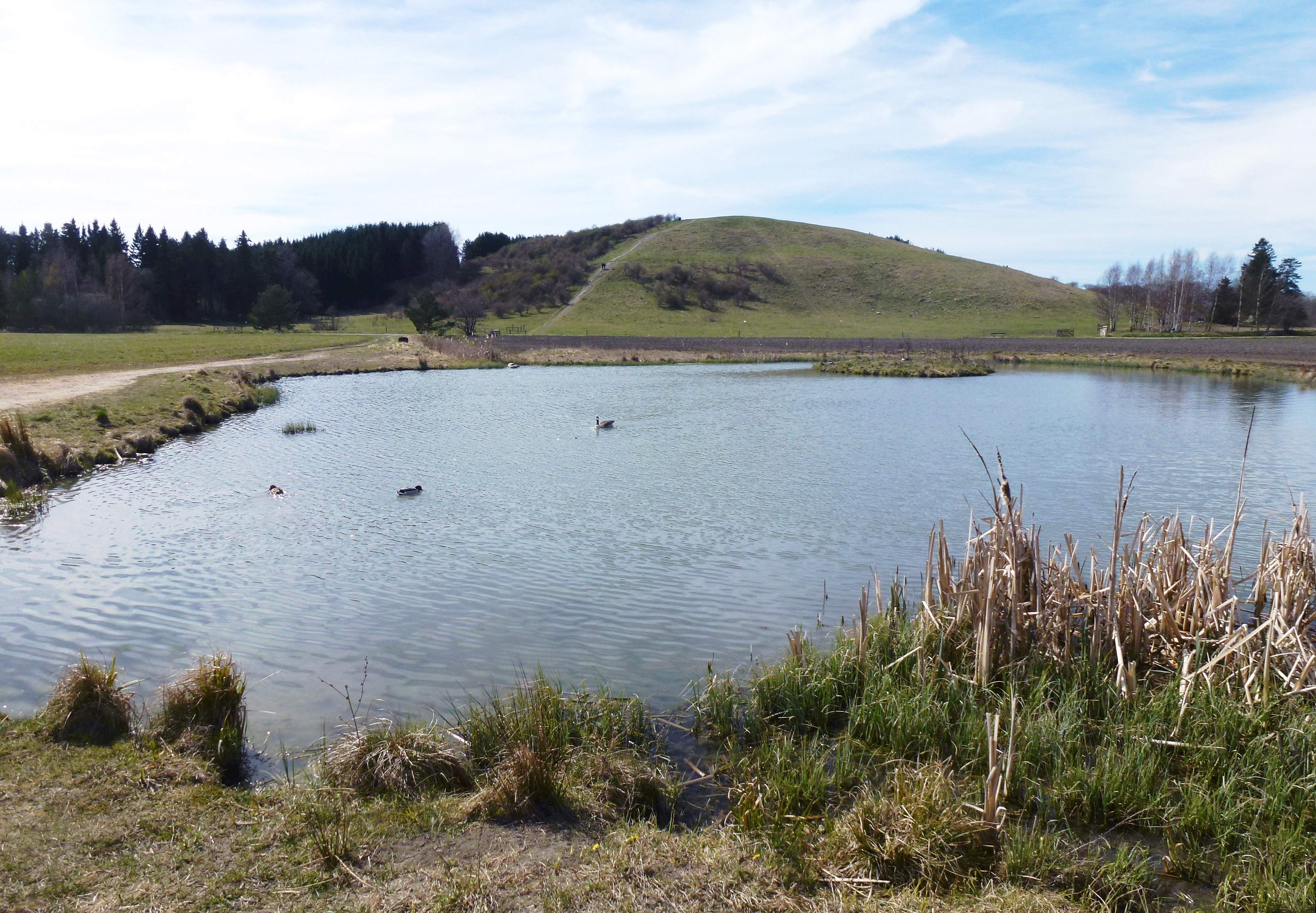
Granholmstoppen och Hästa damm.

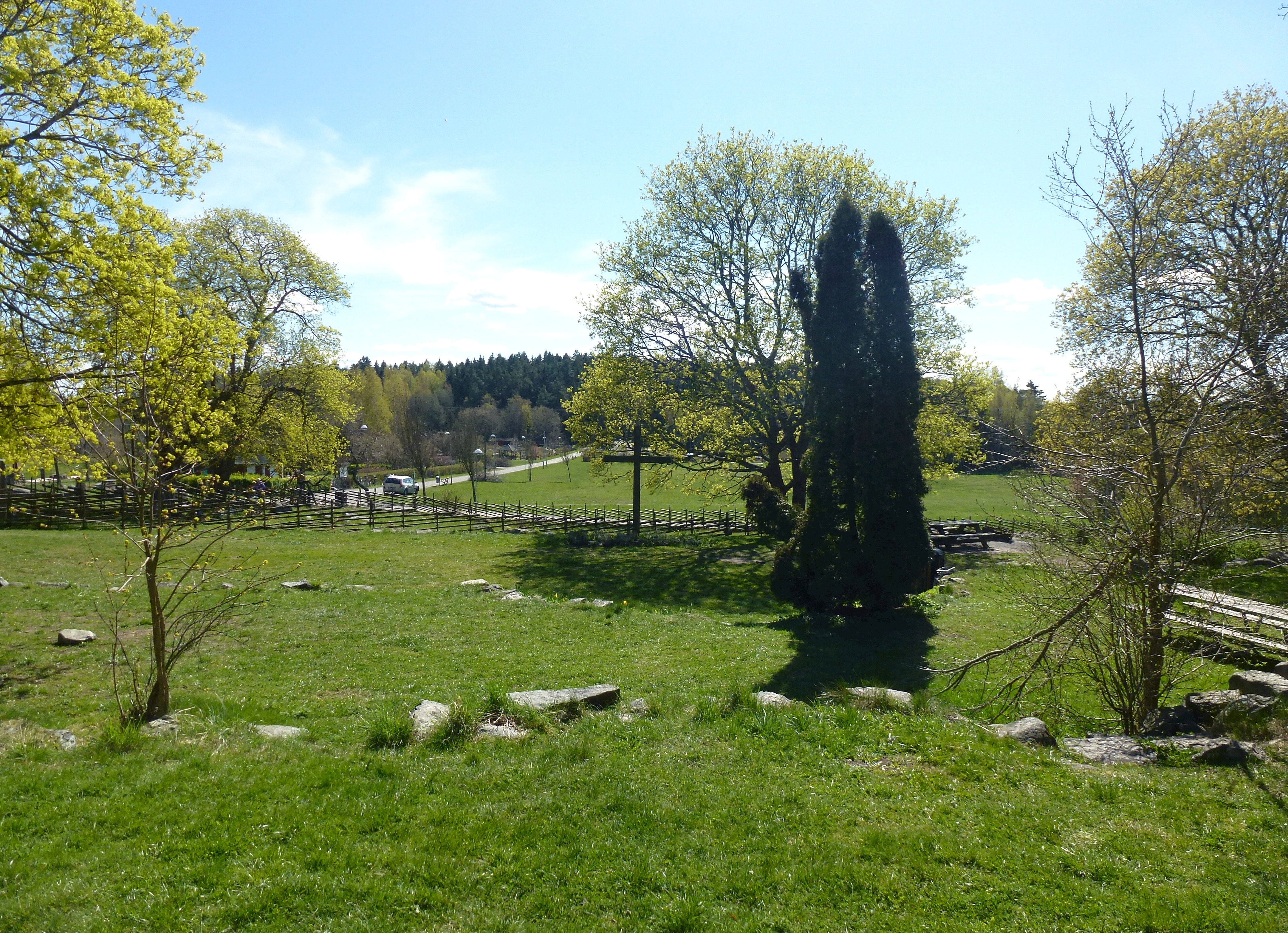
Vy mot söder från Akalla by över Järvafältets östra del, april 2015.

Järvafältet har varit bebott sedan vikingatiden, vilket flera runstenar och gravlämningar vittnar om.
Inför Slaget vid Brunkeberg 1471 samlade Sten Sture den äldre sina soldater på Järvafältet inför marschen mot Stockholm.
År 1970 lämnade militären Järvafältet och under 1970-talet bebyggdes sedan stora delar av Järvafältet inom Stockholms gränser som en del av miljonprogrammet, varvid stadsdelarna Rinkeby, Tensta, Kista, Husby och Akalla uppstod. De flesta av dagens stadsdelar har namn efter gårdar som fanns på Järvafältet. Under 1980- och 90-talen har Rissne i Sundbyberg bebyggts med främst bostäder medan Kistaområdet har byggts ut ytterligare med främst kontor och handel. I Järfälla exploaterades området norr om Barkarby flygfält för detaljhandel där Ikeas etablering i Järvafältets kant följts av utbyggnad av Barkarby handelsplats och därefter har Barkarbystaden börjat växa fram.
Efter en period utan större exploateringar har 2000-talets slut och 2010-talets början sett större projekt intill E4 och E18: 
- I Ulriksdal i Solna har PEAB bebyggt delar av Ulriksdals golfbana med främst bostäder i det så kallade Nya Ulriksdal.[4]
- I västra Järva i Solna bygger Skanska och JM bostäder i den så kallade Järvastaden.[5]
- I Ursvik i Sundbyberg byggs bostäder av bland annat HSB, även det marknadsfört som en del av Järvastaden.[5]
- E18, Enköpingsvägen byggdes om utanför Tensta och Rinkeby för anslutning av ny E18-sträckning österut förbi Kista. Ombyggnationen omfattade även att motorvägen delvis överdäckades för att bebyggas med bostäder.[6]

## Natur

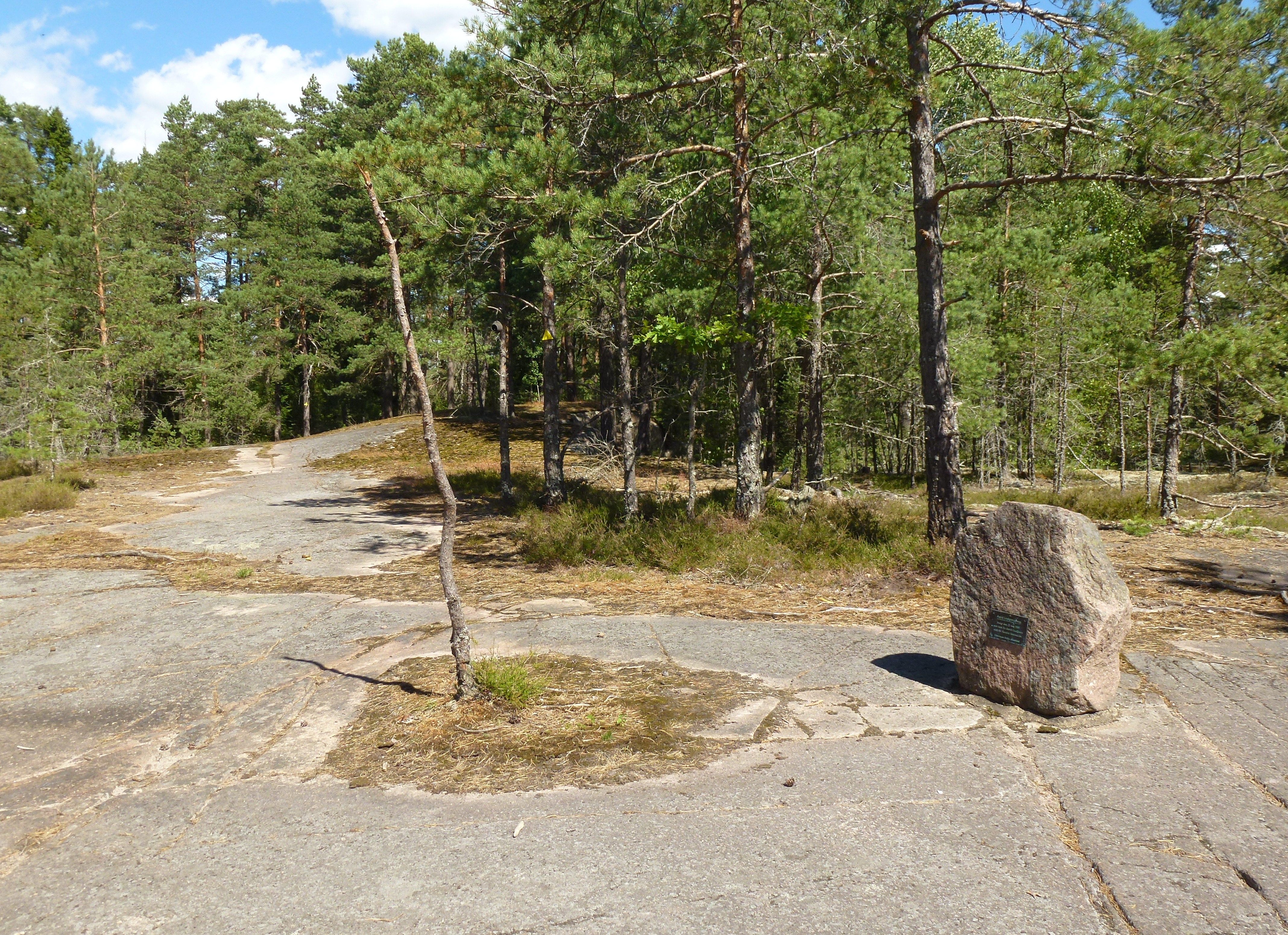
Astrid Lindgrens berg och minnessten.

Kymlinge är ännu obebyggt. Igelbäcken avvattnar södra delen av Järvafältet och mynnar vid Ulriksdals slott i Edsviken. Igelbäcken är lokal för flera sällsynta fiskarter, bland annat grönling, och man har lämnat en grön kil för fauna och flora att röra sig eller sprida sig utefter.[källa behövs]

### Natur- och kulturreservat
Den norra delen av Järvafältet utgörs av Järvafältets naturreservat och Hansta naturreservat. Skogarna är tänkta att vara urskog. Här finns sjöarna Säbysjön, Översjön och Ravalen, medan Djupan och Kalkviken är så gott som igenväxta. Här finns också några gårdar och torp: Bögs gård i Sollentuna är en demonstrationsgård, och vid Eggeby gård och Väsby gård finns naturskolor. Fäboda i Sollentunas del har mjölkproduktion i tredje generationen. Hägerstalunds gård och Säby gård är gårdar som omvandlats till konferensanläggningar respektive värdshus. Molnsättra gård vid Översjön i Kallhäll nämns redan på 1500-talet är en av de få lantbruk i Stockholmstrakten som fortfarande drivs av privata ägare.[källa behövs] Själva gården ligger dock utanför reservatsområdet för Molnsättra naturreservat.
Gränsen mellan Sollentuna och Stockholm ändrades i samband med att man planerade ytterligare utbyggnad av Stockholms förorter, men själva utbyggnaden stoppades av en folkrörelseprotest, där Astrid Lindgren engagerade sig i kampanjen "Rädda Hansta". I Hanstaskogen finns Astrid Lindgrens berg uppkallat efter henne den 21 maj 1989.

## Nedlagd hemlig järnväg
Lite söder om Igelbäcken, rakt genom skogen, gick en gång Krutbanan, en järnväg för militära ändamål som inte fanns utritad på vanliga kartor. Krutbanan var 3 km lång och elektrifierad med enkel kontaktledning (utan bärlina) och användes främst för att frakta ammunition. Den  gick från Norra stambanan strax norr om Ulriksdals station och fram till  Tygförvaltningen för Östra militärområdet i Ursvik. Banan var sällan trafikerad och hade aldrig någon persontrafik. Spåret revs upp i slutet av 1980-talet och banvallen är idag gång- och ridväg.

## Järva skjutfält

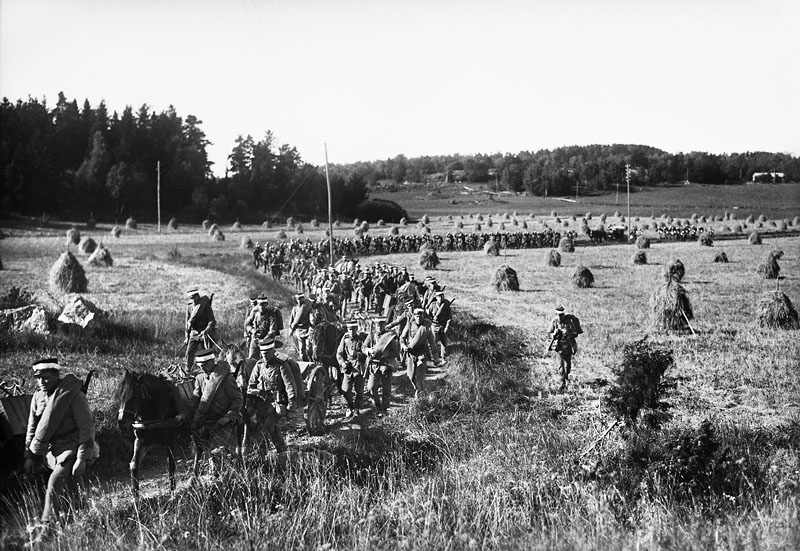
Fältmanöver på Järvafältet, 1917.

År 1905 beslöts av riksdagen att Stockholms garnison skulle förvärva gårdarna på Järvafältet för att anlägga där ett stort övningsområde och flytta sin verksamhet från Gärdet dit. År 1907 var övningsfältet etablerat. När det var som störst omfattade det 5 000 hektar.[källa behövs] Skjutfältet användes av bland annat av dåvarande Kungliga Svea livgarde (I 1).
I ett valtal 1962 menade dåvarande statsminister Tage Erlander att Järvafältet inte skulle fortsätta att vara militärt övningsfält utan i stället blir Stockholms nya bostadsområde. År 1967 utlystes Nordens största arkitekttävling vars resultat blev flera nya förorter. Men inte alla planer fullföljdes, så förblev exempelvis Sollentunas del av Järvafältet obebyggd sedan ett fullmäktigebeslut i Sollentuna kommun stoppades med en rösts övervikt.
År 1970 lämnade militären området och marken med sina bevarade gårdar förvärvades av Stockholms, Sundbybergs, Solnas, Järfällas och Sollentunas kommuner. En minnessten påminner om militärtiden på Järvafältet. Den bär inskriptionen: ”Krigsmaktens i Stockholmsområdet garnisonerade förband övades här 1905-1970”. Tack vare att området var avstängt för allmänheten fram till 1962 blev de gamla gårdarna och deras historiska omgivningar bevarade.

## Bevarade gårdar på Järvafältet (urval)

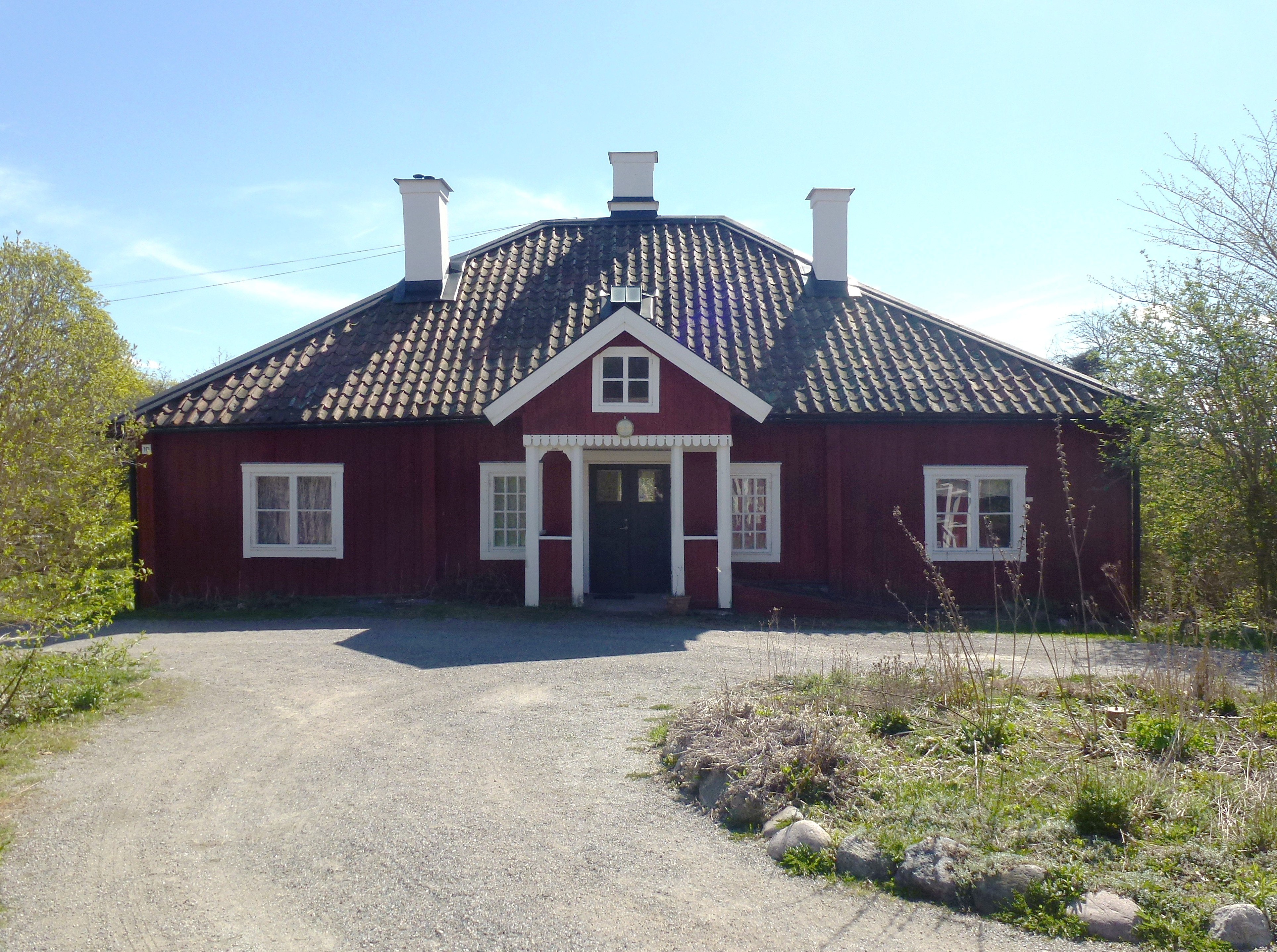
Akalla by, Storgården
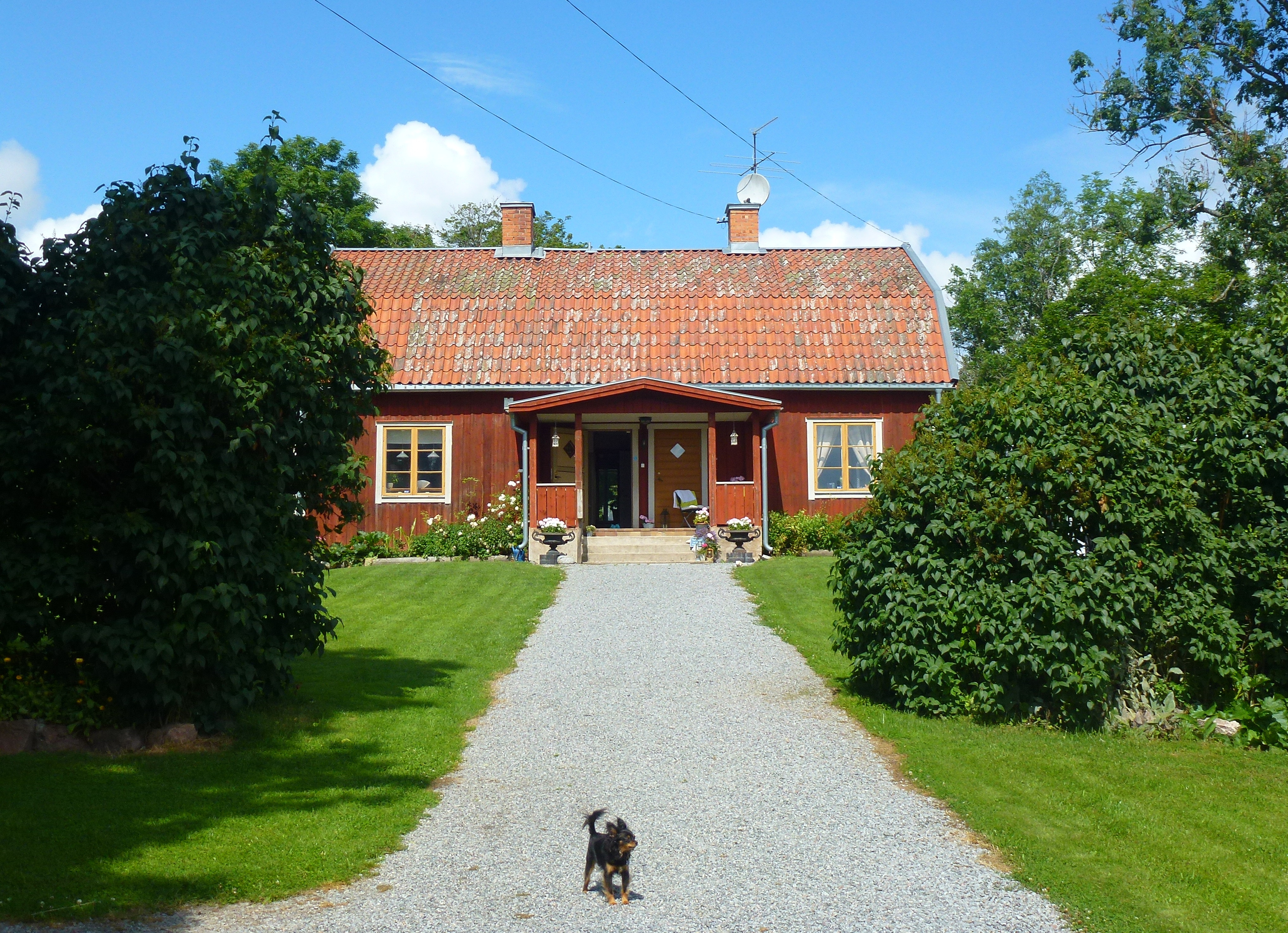
Bögs gård, huvudbyggnad
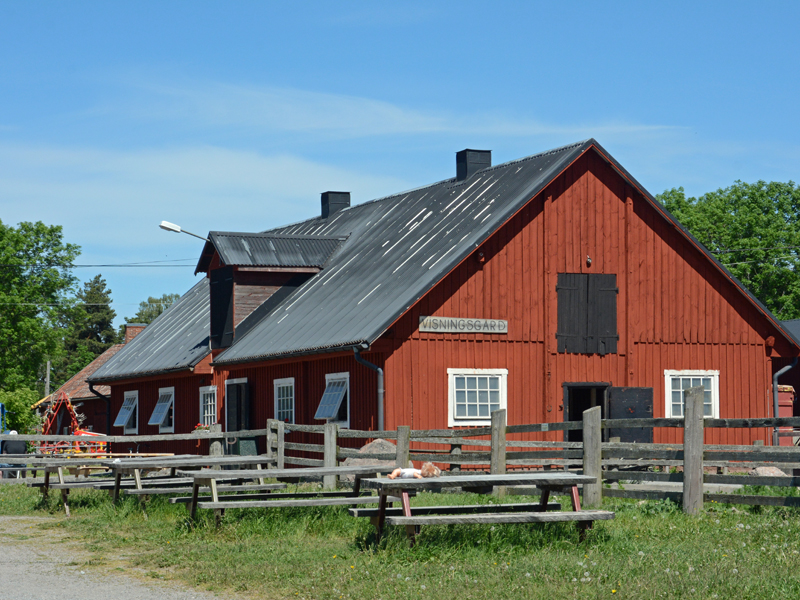
Bögs visningsgård
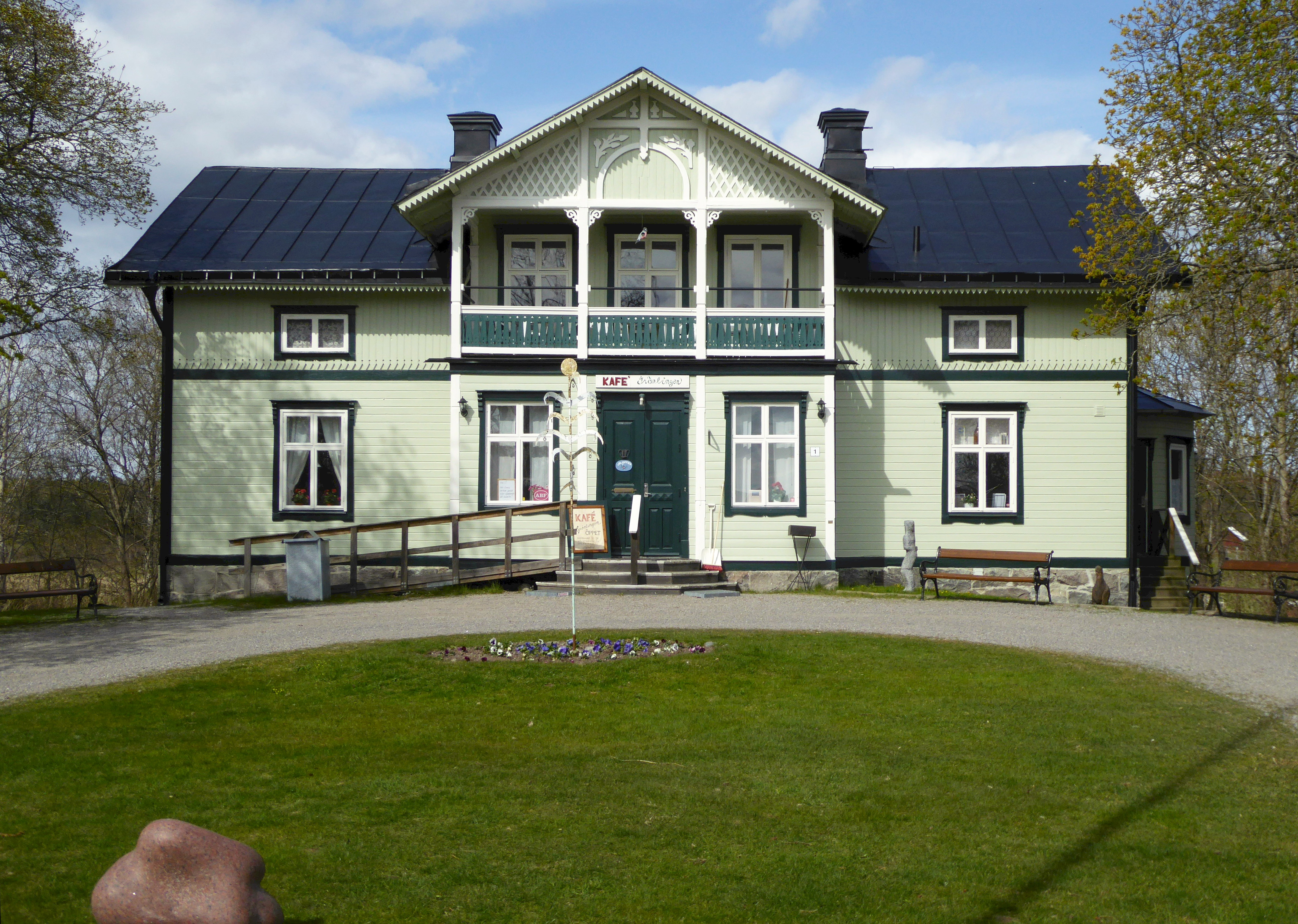
Eggeby gård, huvudbyggnad
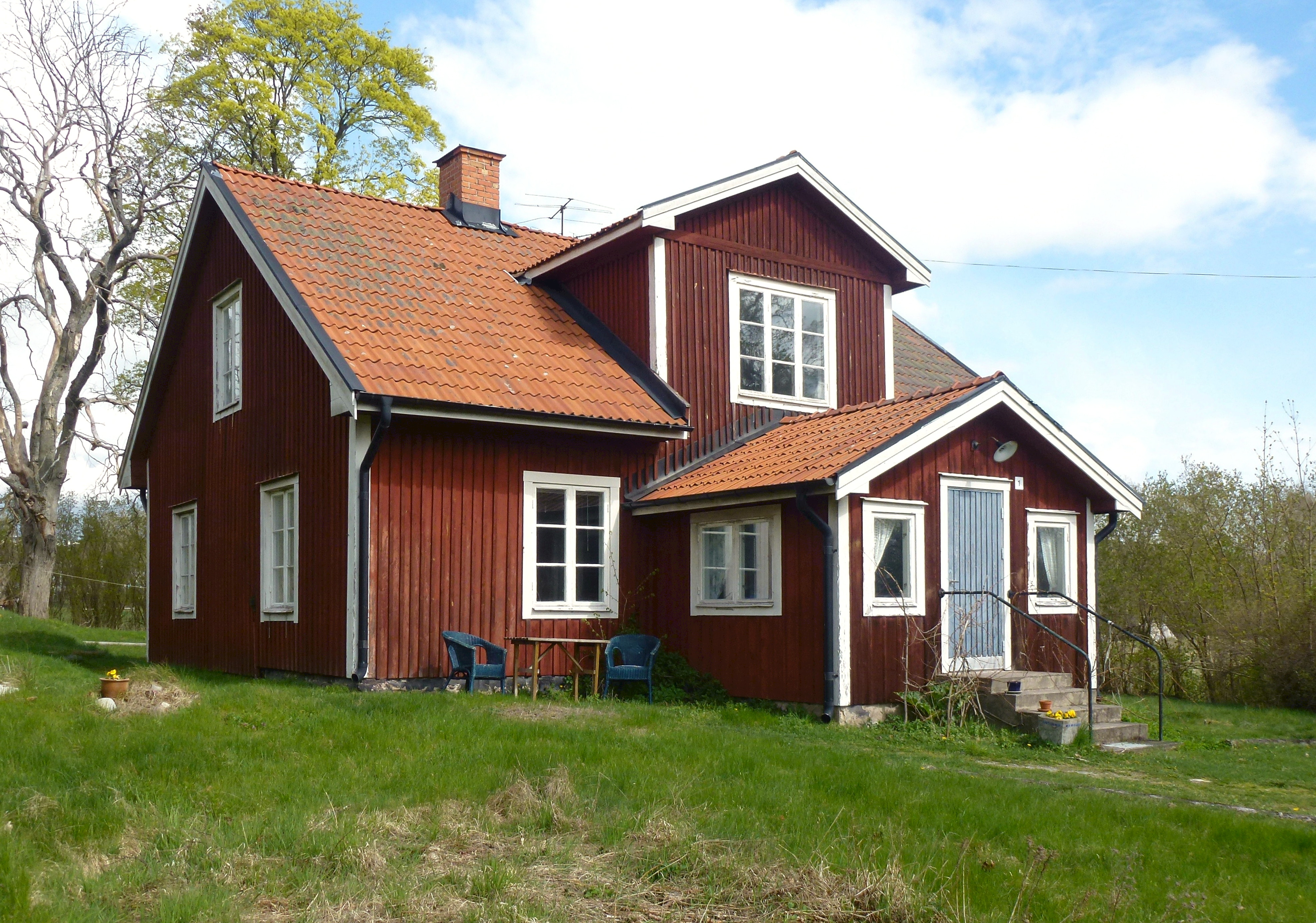
Granby gård
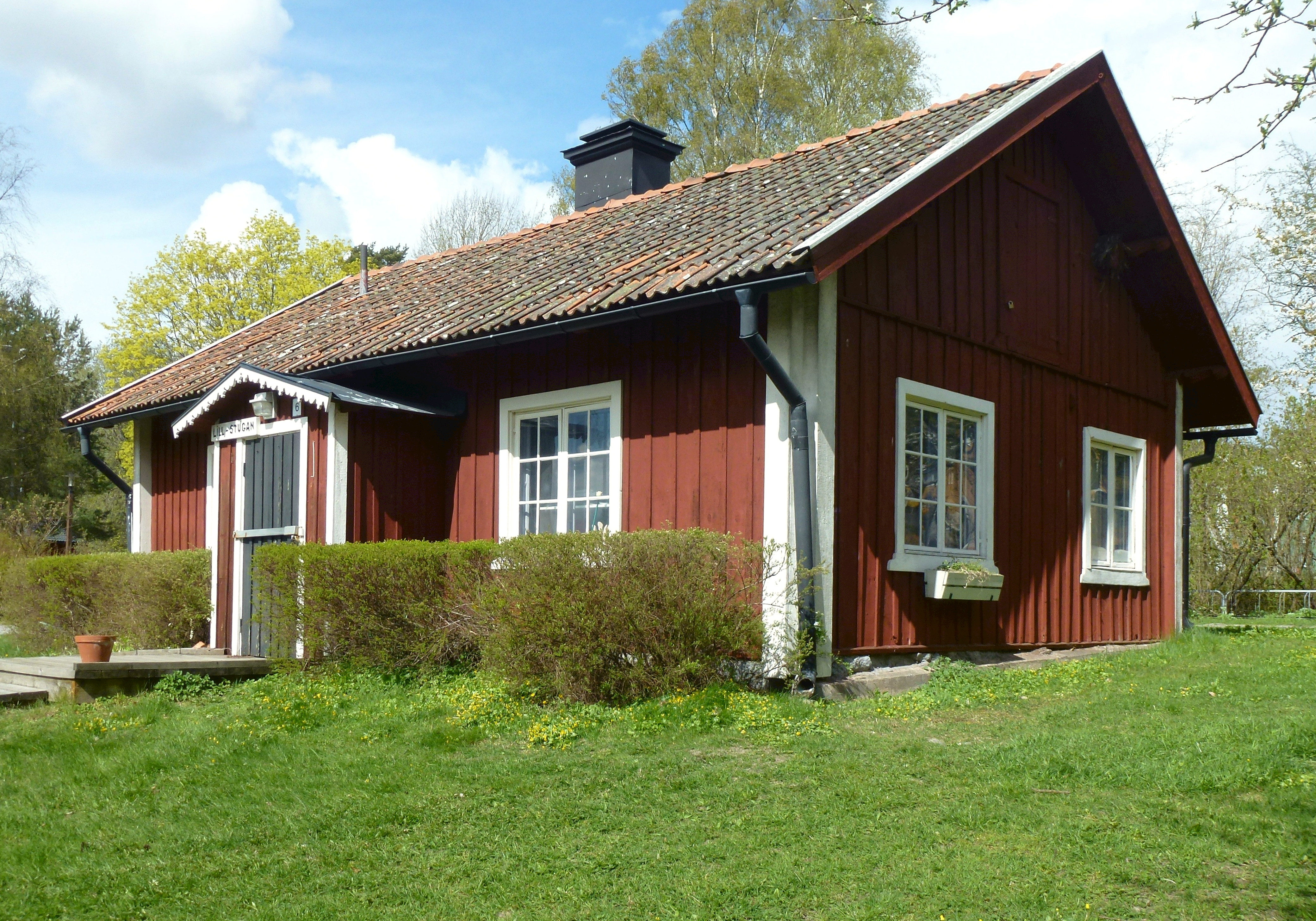
Husby gård, Lillstugan
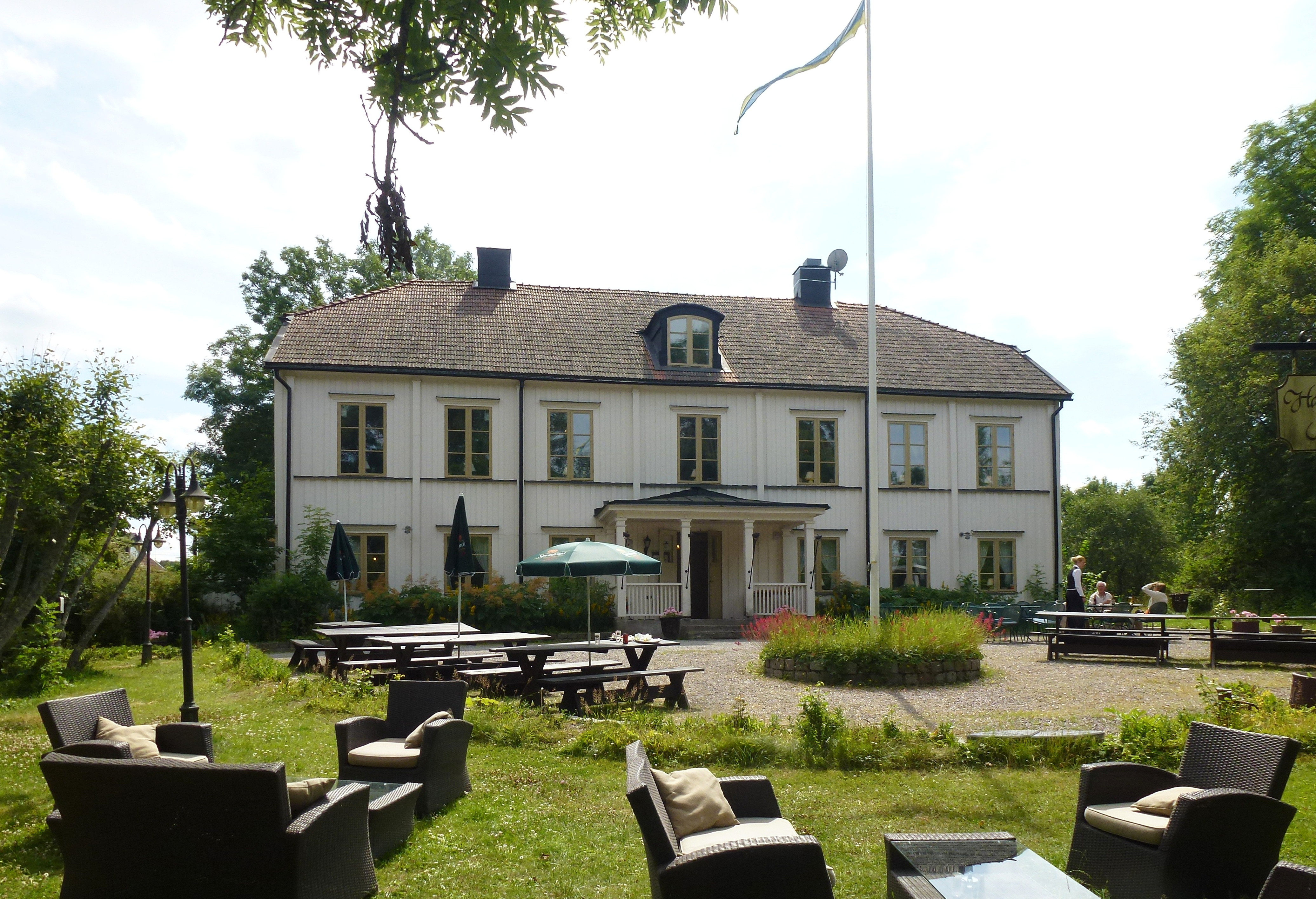
Hägerstalunds gård, huvudbyggnad
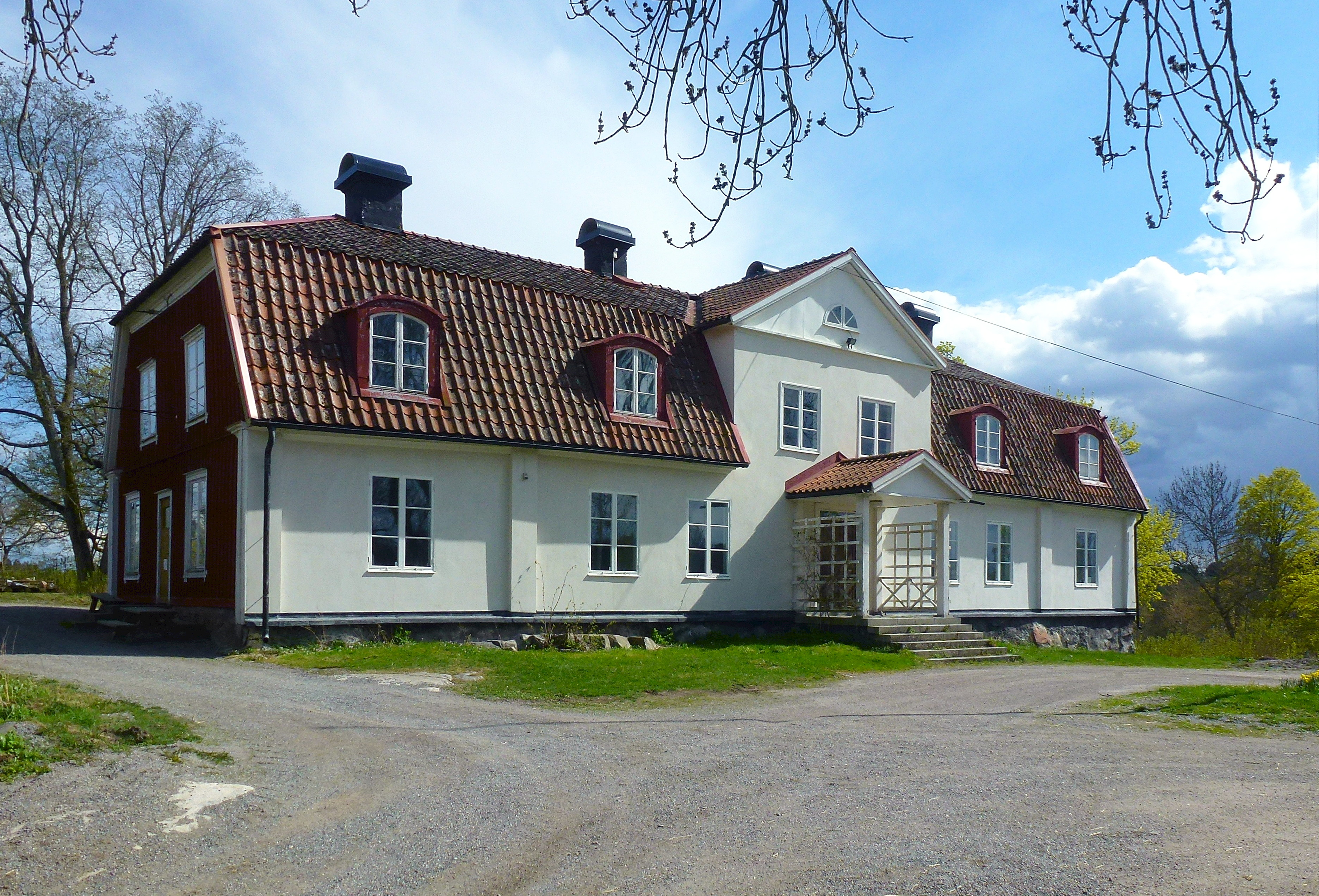
Hästa gård, huvudbyggnad
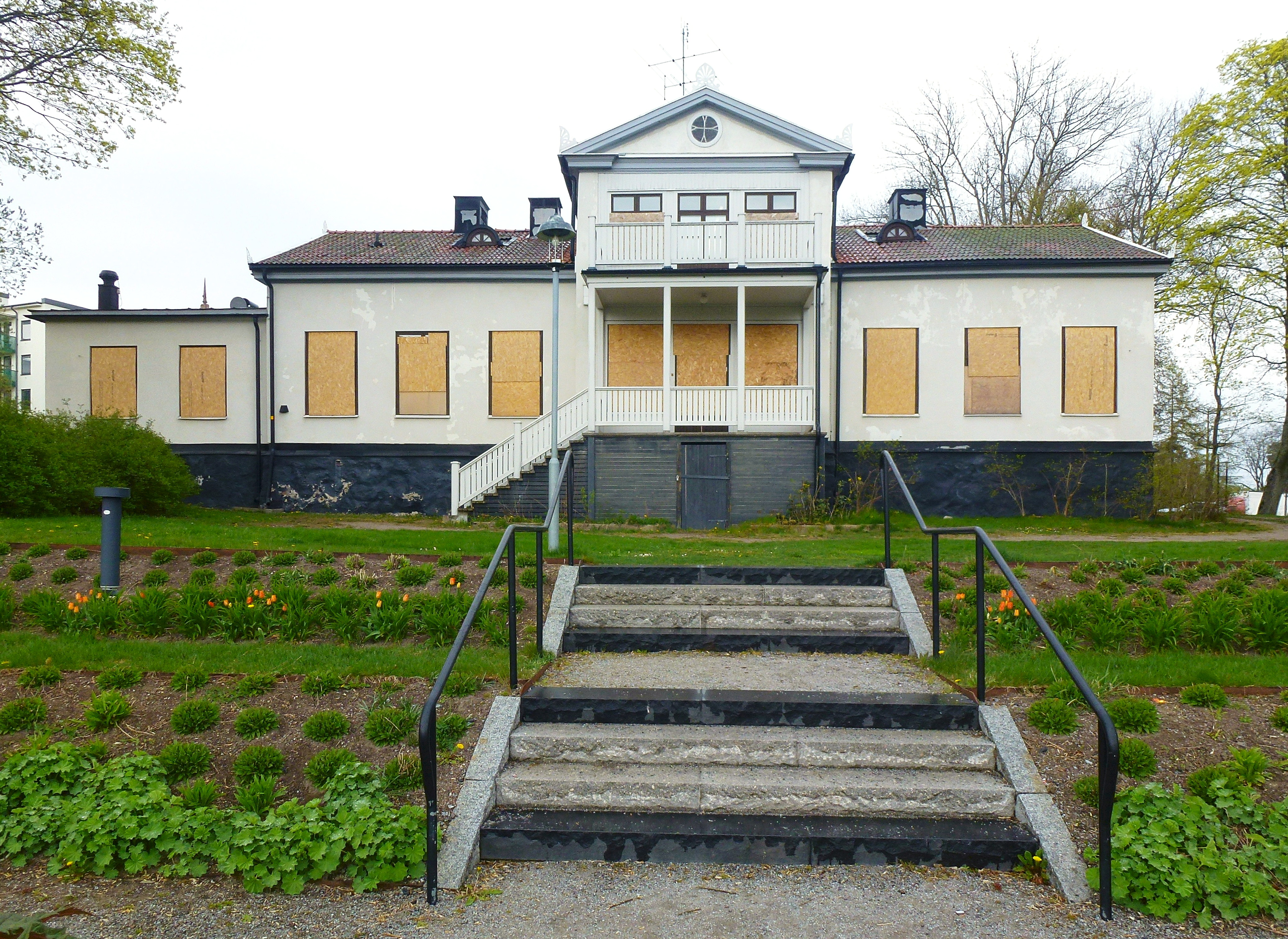
Kista gård, huvudbyggnad
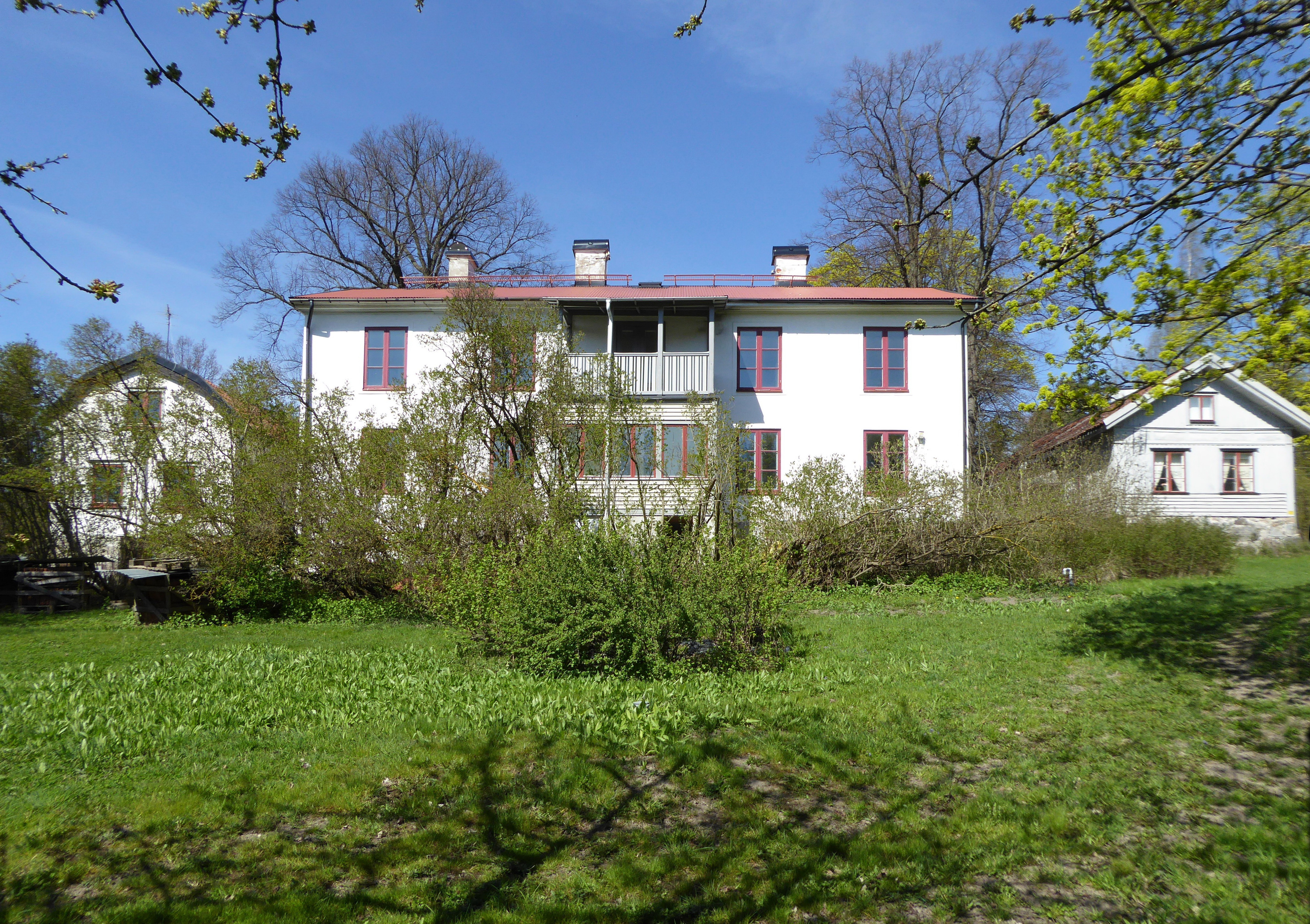
Mellanjärva gård
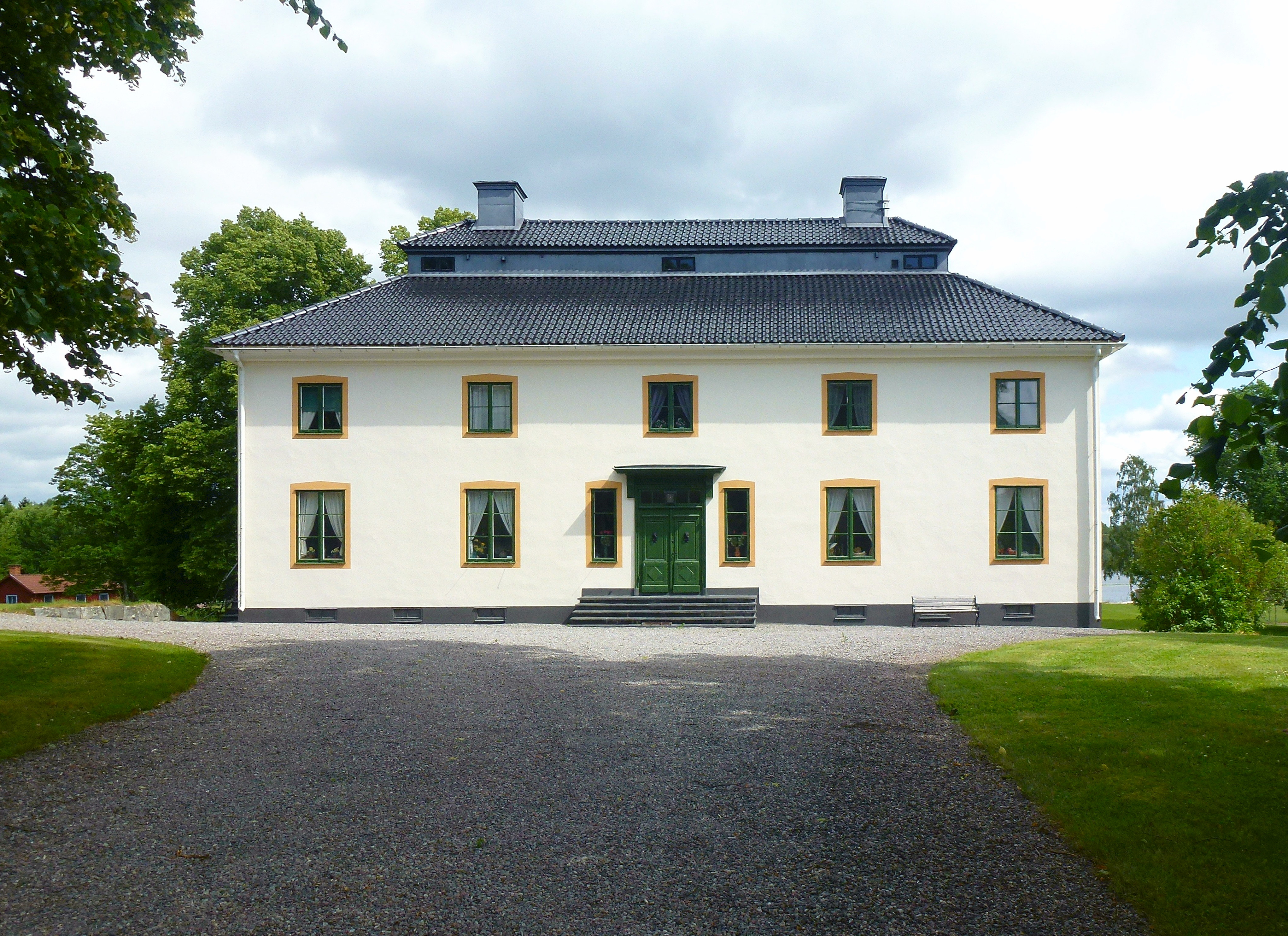
Molnsättra gård
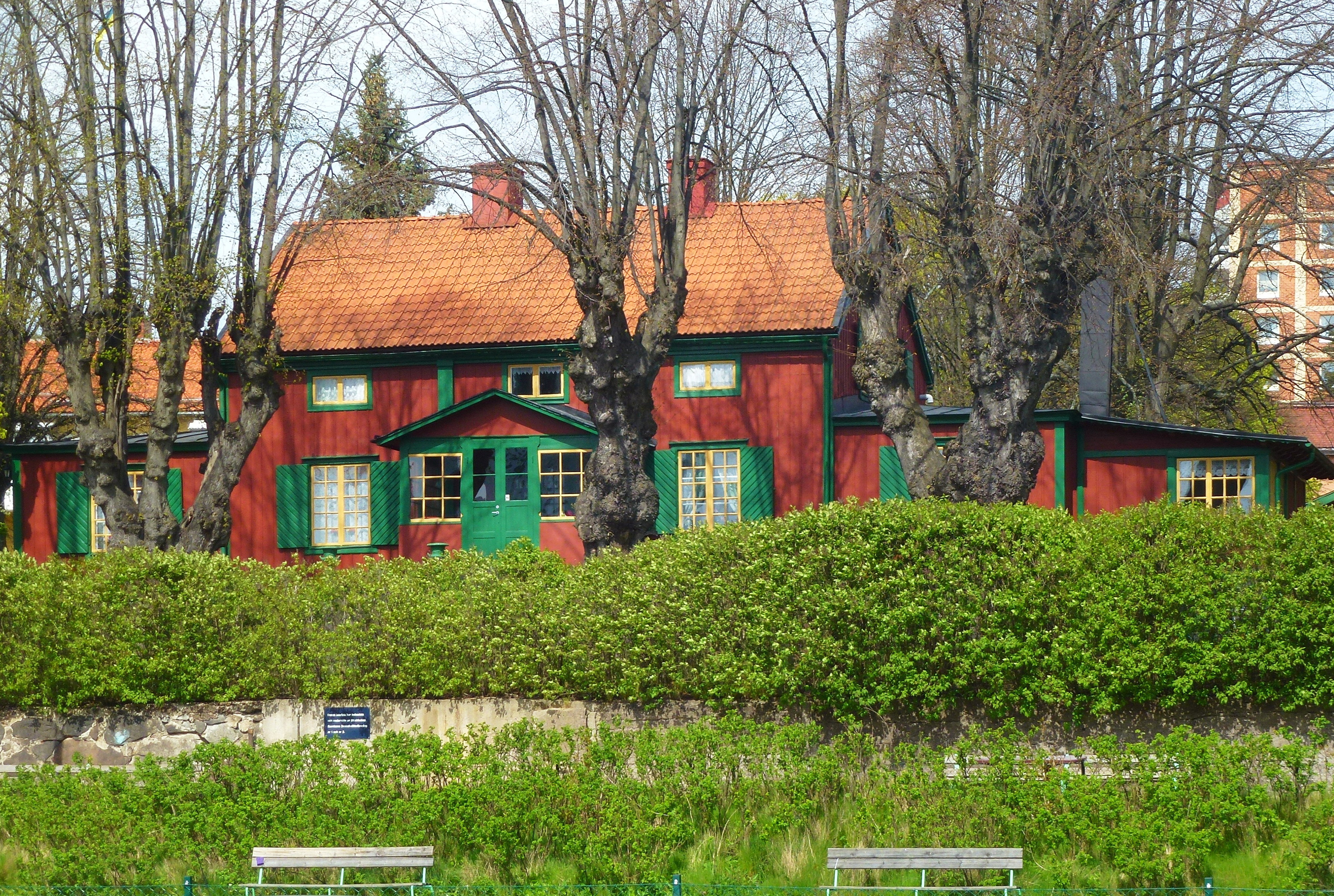
Ritorps gård
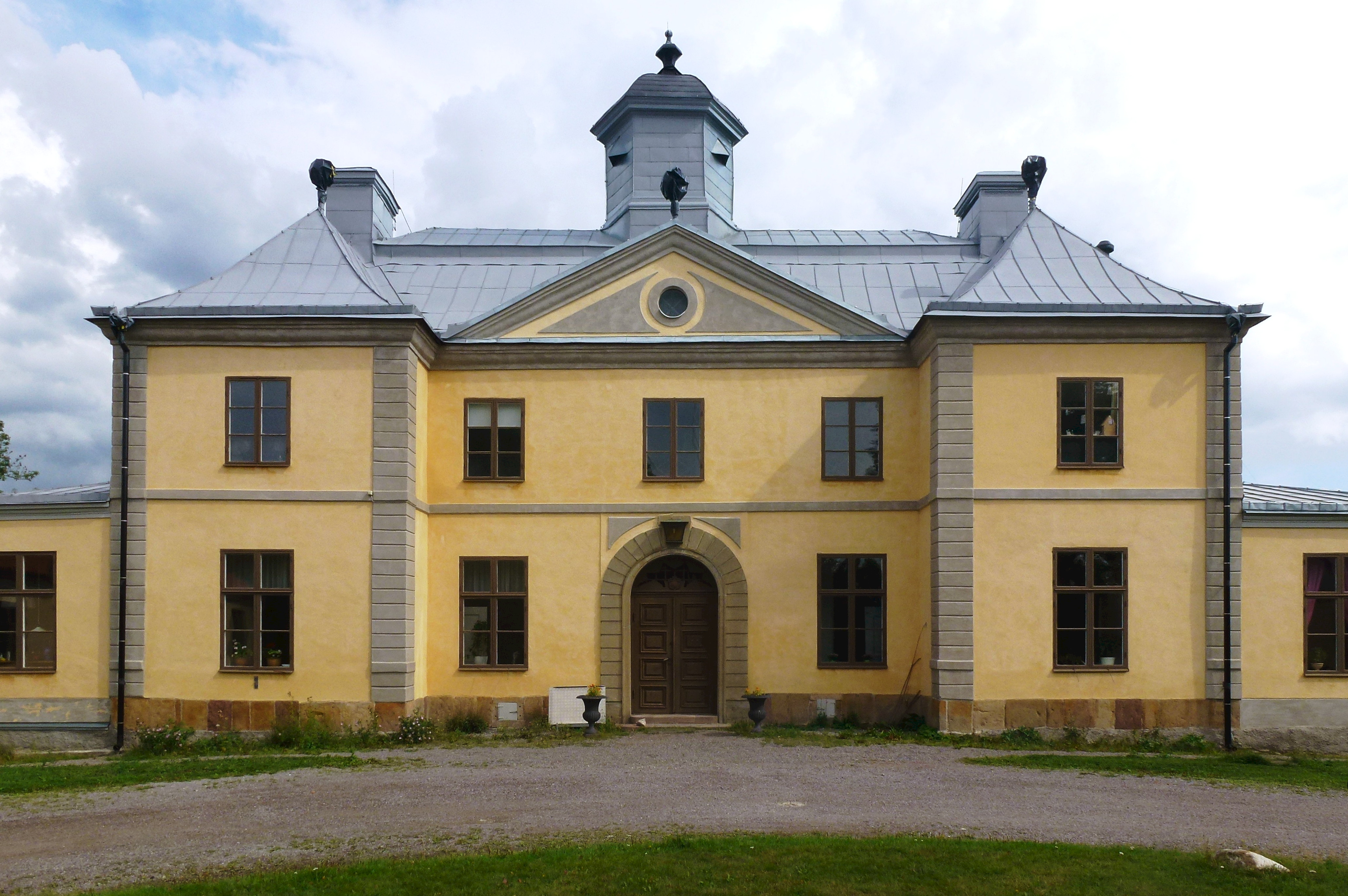
Säby gård, huvudbyggnad
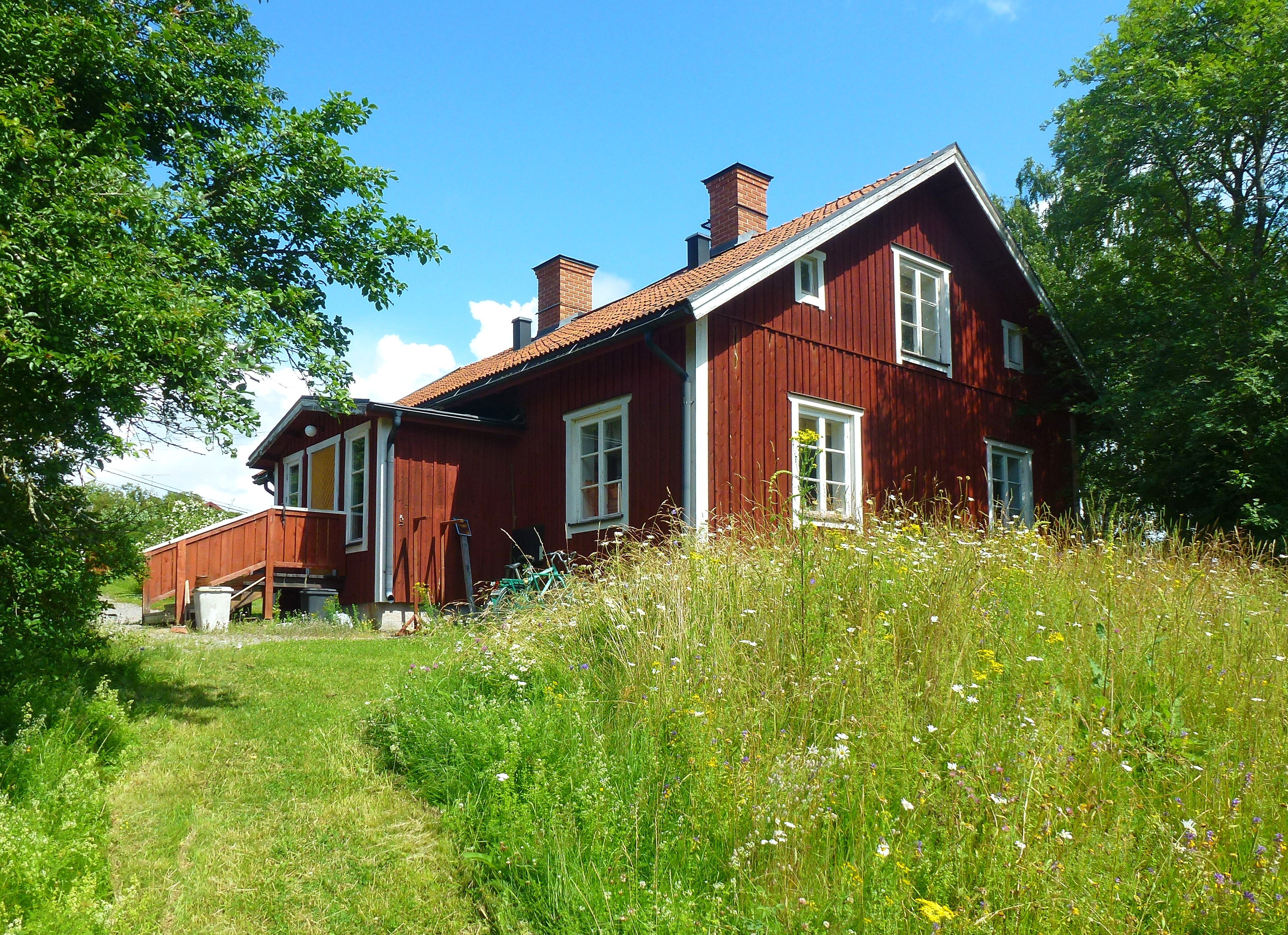
Väsby gård, huvudbyggnad
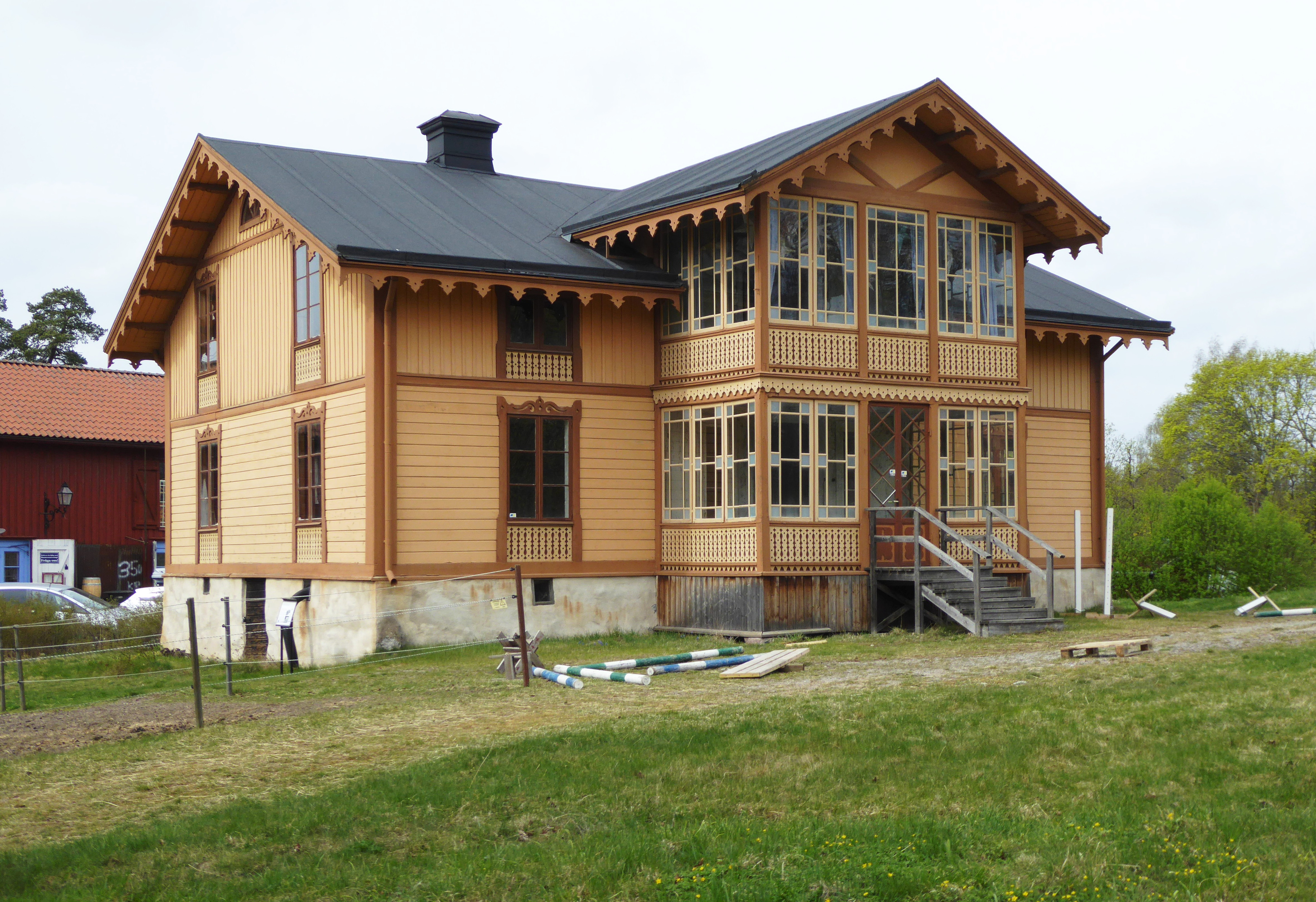
Överjärva gård, Gula villan
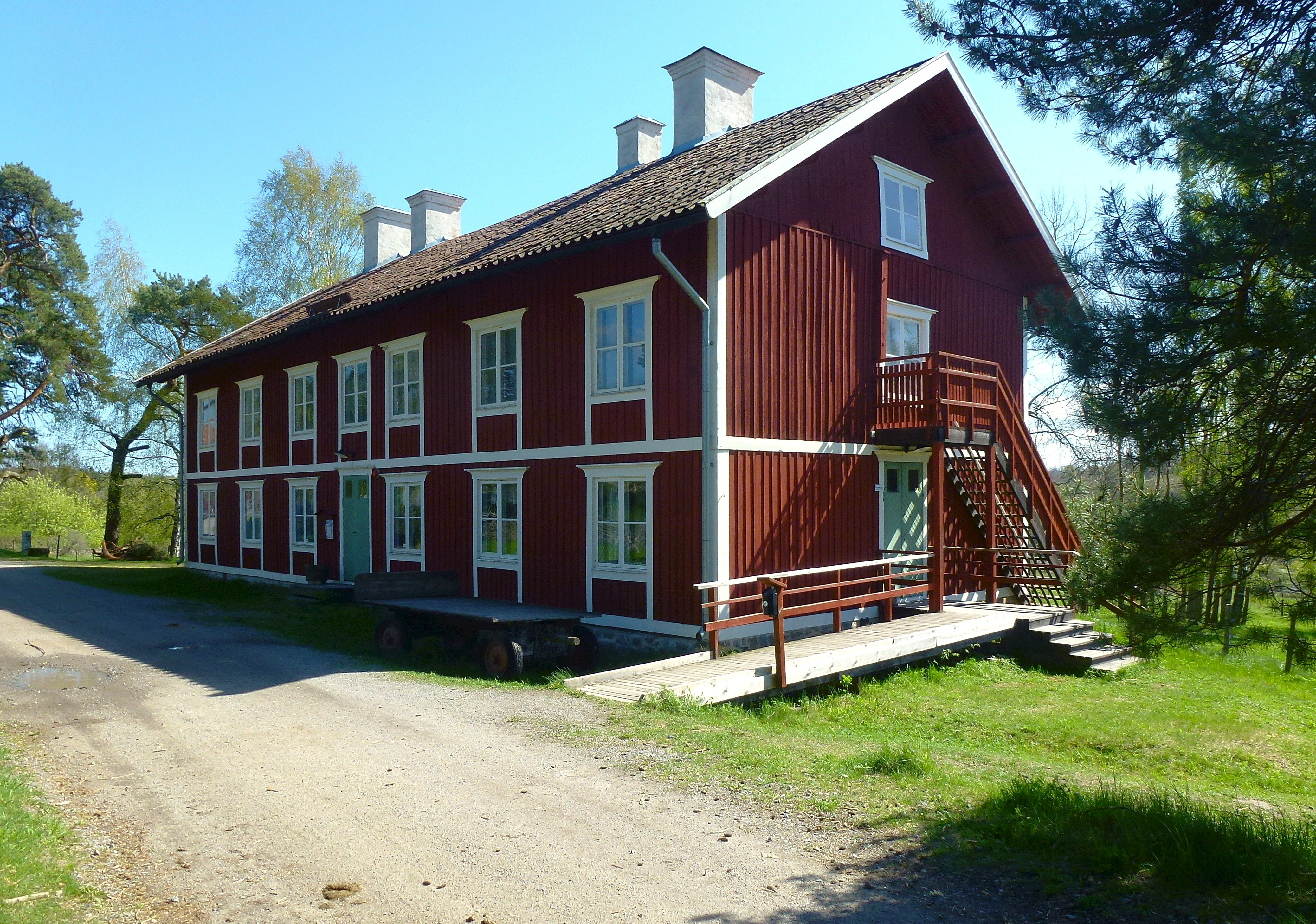
Överjärva gård, statarlängan